# Miller (Nebraska)
Miller – wieś w Stanach Zjednoczonych, w stanie Nebraska, w hrabstwie Buffalo.